# Masdevallia truncata
Masdevallia truncata är en orkidéart som beskrevs av Carlyle August Luer. Masdevallia truncata ingår i släktet Masdevallia och familjen orkidéer. Inga underarter finns listade i Catalogue of Life.